# Râpée
La râpée est une galette de pommes de terre revenue à la poêle. Il en existe plusieurs variantes : elle peut être fine ou épaisse, et comprendre ou non des œufs.

## Origine
C'est une spécialité de Saint-Étienne où elle est souvent accompagnée de sarasson. On en retrouve des variantes sous d'autres noms dans toute la région Rhône-Alpes, la crique ardéchoise ou le matefaim en Savoie et en région lyonnaise, en Auvergne (dans les Combrailles), dans le Jura (matafan), et en Alsace ou en Suisse (rösti).

## Ingrédients
La râpée se fait à base de pommes de terre crues préparées à l'aide d'une râpe à griffe (pas à la mandoline). Elles sont mélangées avec l'oignon haché et les œufs battus, du sel, du poivre et mises à frire dans l'huile ou dans du beurre.

## Accord mets et vin
La râpée de pomme de terre peut s'accorder avec du vin rouge tel un bugey, un val-de-loire, un pinot-noir d'Alsace, un duché-d'uzès ou un ardèche.
Les amateurs de vin rosé marient ce mets avec un pinot-noir d'Alsace, un val-de-loire et un bugey.

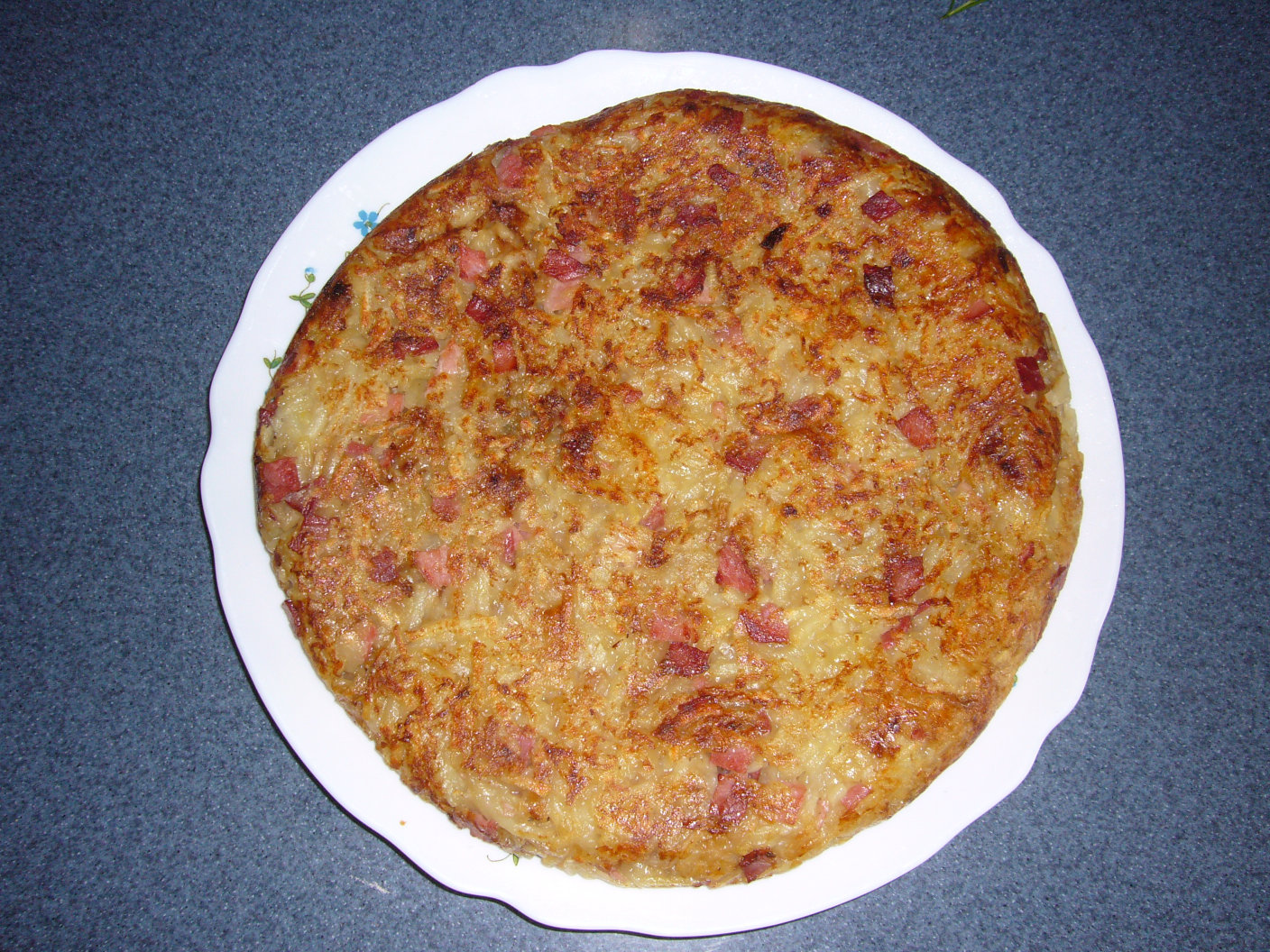
Râpée de pommes de terre.